# Roundup, Montana
Roundup är en liten stad i Musselshell County i delstaten Montana, USA, belägen cirka 80 kilometer rakt norr om Montanas största stad, Billings. I juli 2007 uppgick befolkningen till 1 916 personer, fördelat på ungefär 47 % män och 53 % kvinnor. Roundup är administrativ huvudort (county seat) i Musselshell County.
Namnet kommer ifrån round up cattle, alltså att fånga in lösgående kreatur för till exempel märkning eller slakt.